# Port en eau profonde de Limbé
Le Port en eau profonde de Limbé est un port en construction au Cameroun.

## Histoire
Il doit être livré en 2018. Il devrait être livré en 6 mois et sera spécialisé en transport d'hydrocarbures et de produits agricoles. Les études de faisabilité sont financées par les américains.
400 milliards de Franc CFA est le montant estimé pour la construction. Il est présenté comme un grand projet de seconde génération.
Il fait partie d'un projet de partenariat public privé. Avec le mode opératoire BOT : built operate en transfert. Il est situé à 20 kilomètres des Douala.

## Construction
Le constructeur est un consortium camerouno-coréen Limbe Port Industrial Development Corporation (LIPID) et Afko,,. L'option d'une jetée flottante multifonctionnelle est préférée.
C'est un port cimentier avec la construction d'une cimenterie sud coréenne. Il acheminera le fret de marchandises vers le Nigéria.

## Équipements
Il aura pour vocation de port d'échange entre le Nigéria et le Cameroun et d'éclatement du trafic. Entre l'Afrique de l'Ouest et du Centre.
Capable d'accueillir des navires de 30 milles tonnes et est estimé à 35 millions de dollars US. Le port dont les financements sont estimés à 602 millions de dollars US, sera spécialisé dans le transport des produits lourds tels que les hydrocarbures, le ciment, les conteneurs et autres produits agricoles.